# Colin Moulding
Colin Ivor Moulding (Swindon, 17 agosto 1955) è un bassista e cantante britannico, cofondatore del gruppo musicale XTC.
Compositore poco prolifico rispetto al compagno Andy Partridge, è autore delle prime due hit inglesi del gruppo ("Making Plans for Nigel" e "Generals and Majors").
Oltre al suo lavoro con gli XTC Moulding ha pubblicato: nel 1980 un singolo con lo pseudonimo di The Colonel dal titolo “Too Many Cooks in the Kitchen”; nel 1983 insieme a Andy Partridge e Dave Gregory il brano natalizio “Thanks for Christmas” sotto lo pseudonimo di The Three Wise Men; ha partecipato ai dischi degli alter ego psichedelici degli XTC, i Dukes of Stratosphere.
Ha collaborato con vari artisti tra cui: Peter Blegvad, Sam Phillips, Affaire Louis Trio. Nel 2006 ha collaborato ad un disco tributo al
The Dark Side of the Moon dei Pink Floyd dal titolo “Return to the Dark Side of the Moon”.
La sua decisione, nel 2007, di abbandonare la scena musicale ha convinto il suo compagno Andy Partridge a sciogliere gli XTC. Nel febbraio 2008, in una intervista radiofonica, Partridge ha rivelato che Moulding aveva traslocato e che loro due da tempo si parlavano solo tramite e-mail.
Nel 2017 ha pubblicato un nuovo e.p. con Terry Chambers, batterista degli XTC, sotto lo pseudonimo TC&I. 
Nel 2021 ha pubblicato come solista il singolo The Hardest Battle.